# 『STAND BY ME ドラえもん 2』 XRライド
- ユニバーサル・スタジオ・ジャパン > ユニバーサル・スタジオ・ジャパンのアトラクション > 『STAND BY ME ドラえもん 2』 XRライド
- ドラえもん > ドラえもんの派生作品 > ドラえもん (2005年のテレビアニメ) > ドラえもん映画作品 > STAND BY ME ドラえもん2 > 『STAND BY ME ドラえもん 2』 XRライド

『STAND BY ME ドラえもん 2』 XRライド（STAND BY ME DORAEMON 2: XR Ride）は、ユニバーサル・スタジオ・ジャパンで2020年8月4日から2021年1月6日までの期間限定で運営されていた、『STAND BY ME ドラえもん 2』と連動したコラボレーションアトラクションである。
このアトラクションは、「スペース・ファンタジー・ザ・ライド」の施設を使用していたため、運営期間中は「スペース・ファンタジー・ザ・ライド」が休止していた。
また、2020年6月8日から7月22日までの期間限定で開催された「『映画ドラえもん のび太の新恐竜』ミーツ ジュラシック・ワールド」についても記載する。

## 概要
ユニバーサル・スタジオ・ジャパンでは、『ドラえもん』50周年記念作品である『映画ドラえもん のび太の新恐竜』の公開を記念して、「『映画ドラえもん のび太の新恐竜』ミーツ ジュラシック・ワールド」が2020年6月8日から7月22日までの期間限定で開催された。このイベントは、『ドラえもん』とのコラボレーション企画第2弾として位置付けられていた。
続編『STAND BY ME ドラえもん 2』では、前作に引き続き山崎貴と八木竜一が脚本と監督を担当し、映画製作陣が完全監修を行った。
8月3日にはプレスプレビューが実施され、アトラクションエントランス前やライド搭乗口に「ドラえもん」が登場し、メディア向けに特別撮影会が行われた。
なお、映画本編にはユニバーサル・スタジオ・ジャパンのロゴが映るシーンも一部含まれている。

## ストーリー
本アトラクションは、映画本編につながるオリジナルストーリーとなっている。

### 待ち列
待ち列のモニターには、未来デパートのタイムツアー担当「ナカメグロ」が登場する。今回のツアーは、15年後に行われる「のび太としずかの結婚式をこっそり見に行くツアー」。参加者は未来の世界へ向かうための「タイムスクーター」の準備が進められる様子を見ながら、ツアーの出発を待つ。
ツアーの目的地は、のび太としずかが結婚式を挙げる「プリンスメロンホテル」。ナカメグロが現地と中継を繋ぐが、新郎ののび太がまだ到着していないという事態が判明する。ナカメグロは案内を続けるものの、ドラえもんや両家の家族の間に不穏な空気が漂い始める。

### アトラクション
ドラえもんによると、大人になったのび太はタイムマシンを奪い、どこかの時代に逃げてしまったという。元の時代へ帰る方法を失ったドラえもんとのび太は、ゲストが乗る「タイムスクーター」に掴まりながら、大人ののび太を追いかける。
タイムホールを通じて現在の街へ戻ると、大人ののび太を発見する。しかし、結婚する自信がない彼は再び逃げ出し、白亜紀へタイムスリップしてしまう。そこでプテラノドンやティラノサウルスに襲われるものの、ドラえもんに助けられ、なんとか「プリンスメロンホテル」へ戻る。しかし、再び自信を失ったのび太は、またどこかへ逃げ出してしまう。

## 登場人物
ドラえもん
 声 - 水田わさび
本作の主人公。2112年9月3日生まれの22世紀製ネコ型ロボット。新郎である大人ののび太が式場に到着しないことを心配し、ゲストに協力を依頼しながら彼を追いかける。
野比のび太
 声 - 大原めぐみ、妻夫木聡（大人）
本作の副主人公。8月7日生まれの小学5年生。15年後の結婚に自信を持てず、タイムマシンを盗んで式場から姿を消す。
源静香
 声 - かかずゆみ
のび太の未来の結婚相手。5月生まれの小学5年生。未来ではのび太を信じ、式場で彼の帰りを待つ。
剛田武
 声 - 木村昴
のび太たちのクラスメイト。6月15日生まれの小学5年生。
骨川スネ夫
 声 - 関智一
のび太たちのクラスメイト。2月生まれの小学5年生。
野比玉子
 声 - 三石琴乃
のび太の母親で38歳の専業主婦。未来では、式場から姿を消した息子を心配する。
野比のび助
 声 - 松本保典
のび太の父親で会社員。未来では玉子とともに式場から消えた息子を心配している。
源義雄
声 - 田原アルノ
静香の父親。のび太を高く評価しており、未来では式場から姿を消した彼を心配する。
しずかのママ
静香の母親。未来では式場から姿を消したのび太を心配しているが、本アトラクションでは声を発していない。
ナカメグロ
 声 - バカリズム
未来デパートのタイムツアーを担当するセールスマン。特徴的な白目、整えられた髪、タキシード姿で登場する。原作の藤子・F・不二雄のSF短編集に「ヨドバ」として登場するキャラクターを基にしている。

## キャスト
- ドラえもん: 水田わさび
- 野比のび太: 大原めぐみ
- 源静香: かかずゆみ
- 剛田武: 木村昴
- 骨川スネ夫: 関智一
- 野比玉子: 三石琴乃
- 野比のび助: 松本保典
- 源義雄: 田原アルノ
- ナカメグロ: バカリズム[8]
- 大人のび太: 妻夫木聡[4]

## フード
「『STAND BY ME ドラえもん 2』 XRライド」の世界観を再現したフードメニューが、期間限定で提供された。アトラクション前にある「スタジオ・スターズ・レストラン」では、のび太としずかの結婚式をイメージした「ドラえもんプレートセット～のび太としずかちゃんのウェディング～」、タケコプターやタイムふろしきをモチーフにした「ドラえもんキッズセット」、いちごとホイップが入った「ドラえもんのいちごパンケーキ ～あんこ&カスタード～」、通りぬけフープを模した「ドラえもんの通りぬけフープケーキ～パイナップルムース添え～」などが提供された。レストランの外装もドラえもん仕様に装飾された。
また、アトラクション前のフードカートでは「ポップコーンバケツ どら焼き風ポップコーン」、「ドラえもんのお団子～ドラえもん、のび太、しずかちゃん～」、冷たいデザートの「ドラえもんソフローズン～ブルーアイス～」も販売された。

## グッズ
のび太としずかの結婚式に参列するために蝶ネクタイを身に着けたドラえもんのグッズや、映画に登場するのび太の思い出の品「くまちゃん」のグッズが、8月28日から「スペース・ファンタジー・ステーション」で販売された。8月4日から27日までは、これらのグッズは予約販売のみでの取り扱いとなっていた。
また、「『映画ドラえもん のび太の新恐竜』ミーツ ジュラシック・ワールド」の開催期間中に「ジュラシック・アウトフィッターズ」で販売されていたオリジナルグッズも引き続き販売された。

## スペシャル・グリーティング
| 『STAND BY ME ドラえもん 2』スペシャル・グリーティング STAND BY ME DORAEMON 2: Special Greeting | 『STAND BY ME ドラえもん 2』スペシャル・グリーティング STAND BY ME DORAEMON 2: Special Greeting |
| ----------------------------------------------------------------------------------------------- | ----------------------------------------------------------------------------------------------- |
| 開始日                                                                                          | 2020年11月28日                                                                                  |
| 終了日                                                                                          | 2021年1月6日                                                                                    |
| 開催場所                                                                                        | スタジオ・スターズ・レストラン横                                                                |
| 開催時間                                                                                        | 1日5回程                                                                                        |
| タイプ                                                                                          | グリーティング                                                                                  |

「『STAND BY ME ドラえもん 2』スペシャル・グリーティング」（STAND BY ME DORAEMON 2: Special Greeting）は、映画『STAND BY ME ドラえもん 2』の公開を記念して、2020年11月28日から2021年1月6日までの期間限定で開催されたグリーティングイベントである。

## 『映画ドラえもん のび太の新恐竜』ミーツ ジュラシック・ワールド
| 『映画ドラえもん のび太の新恐竜』ミーツ ジュラシック・ワールド Future Film "DORAEMON: Nobita's New Dinosaur" Meets Jurassic World | 『映画ドラえもん のび太の新恐竜』ミーツ ジュラシック・ワールド Future Film "DORAEMON: Nobita's New Dinosaur" Meets Jurassic World |
| --- | --- |
| 開始日 | 2020年6月8日 |
| 終了日 | 2020年7月22日 |
| 開催場所 | ジュラシック・パーク |
| 開催時間 | 1日5回程 |
| タイプ | グリーティング |
| 所要時間 | 約20分 |

「『映画ドラえもん のび太の新恐竜』ミーツ ジュラシック・ワールド」（Future Film "DORAEMON: Nobita's New Dinosaur" Meets Jurassic World）は、2020年6月8日から7月22日まで期間限定で開催された、『映画ドラえもん のび太の新恐竜』とのコラボレーションイベントである。
このイベントは、「ひみつ道具探検隊セット」を着用したドラえもんや恐竜と触れ合えるグリーティング形式の内容で、『映画ドラえもん』製作陣が「映画の世界を体験してほしい」という想いを込めて実現した。
2020年2月26日には、映画公開記念イベントが「ジュラシック・パーク」内の特設会場で行われ、日向坂46の加藤史帆（ドラえもん好き）と小坂菜緒（恐竜好き）がスペシャルゲストとして登壇した。
本イベントは当初、2020年3月6日から5月10日までの開催が予定されていたが、新型コロナウイルス感染拡大防止のためユニバーサル・スタジオ・ジャパンが臨時休業した影響で、パーク運営再開後の6月8日から開催された。
「ジュラシック・アウトフィッターズ」では、恐竜の世界を冒険するドラえもんをデザインしたオリジナルグッズが販売された。また、「ディスカバリー・レストラン」では、ドラえもんやのび太たちが恐竜の世界で冒険している様子を描いた店内で、クリームシチュー味の「ドラえもん まん」を中心としたロコモコ風プレート「ドラえもん のび太の新恐竜プレート」や、デザート、ドリンクなどのオリジナルメニューが提供された。さらに、「ドラえもん＆ジュラシック・ワールド・フォト・オポチュニティ」なども展開され、エリア全体でイベントが盛り上げられた。